# 小堀陽貴
小堀 陽貴（こぼり はるき、1995年4月13日 - ）は、日本の元子役。

## 来歴・人物
- 2007年時点での身長は143cm[1]。
- セントラル子供タレントに所属していた[1]。
- 人気の昼ドラマシリーズ『新・天までとどけ』では、足掛け4年以上に亘って杉本家の五男・順役を演じ抜いた。
- 2008年以降の活動記録はなく、小学校卒業を機に芸能界を引退したとみられる。

## 出演作品

### テレビドラマ
- 新・天までとどけ（TBS, 1999年12月13日 - 2000年3月17日）- 杉本順 役[2]
- 奇跡の大逆転! 第3話『罪は罪を呼ぶ』（TBS, 2000年4月7日）- 康之 役[2][1]
- ショカツ 第6話（KTV, 2000年5月16日）[2][1]
- 火曜サスペンス劇場『臨床心理士2』（NTV, 2000年12月5日）[2][1]
- 新・天までとどけ2（TBS, 2001年2月26日 - 4月20日）- 杉本 順 役[2]
- 少年たち2（NHK, 2001年8月16日 - 8月18日） - 津奈美透 役[1]
- 新・天までとどけ3（TBS, 2002年4月15日 - 6月7日）- 杉本順 役[2]
- あのひとの匂い（NTV, 2002年4月30日）[2]
- ごくせん 第1シリーズ 第8話（NTV, 2002年6月5日）- 川嶋裕太 役[2][1]
- 火曜サスペンス劇場『生死不明』（NTV, 2003年1月28日）[2][1]
- 新・天までとどけ4（TBS, 2003年3月10日 - 5月2日）- 杉本順 役
- TEAM4（CX, 2003年9月26日）- 栄太 役[2][1]
- あした天気になあれ。（NTV, 2003年10月11日  - 12月13日）-  徳村歩 役[2][1]
- ダムド・ファイル シーズンⅢ（file no.0025）「幽霊団地　西区」（NBN, 2004年1月30日）- 子供の幽霊 役[2][1]
- プライド 第11話（CX, 2004年3月22日）[2]
- 新・天までとどけ5（TBS, 2004年3月1日 - 4月23日）- 杉本 順 役[2]
- 愛情イッポン!（NTV, 2004年7月10日 - 9月18日）- 定岡文也 役[2][1]
- ドクVSデカ～心療内科医＆殺人課刑事の捜査ファイル(2)（EX, 2004年9月4日）- 隼人 役[2][1]
- 魔弾戦記リュウケンドー 第51話（TVA, 2006年12月24日）[1]
- 喰いタン2 第9話（NTV, 2007年6月9日）- 手塚裕太 役[2][1]
- 受験の神様（NTV, 2007年7月14日 - 9月22日）- 堀越陽貴 役[2][1]
- 横浜海上警察・緊急出動!!（EX, 2007年9月1日）- 曽根田潤一 役[2][1]

### 映画
- 春の雪（2005年10月29日公開）- 清顕（妻夫木聡の幼少期）役[1]

### CF
- 新・オイラックスG[1]
- マツダ「ボンゴフレンディ」[1]
- バンダイ「キャップ付き変身スーツ」[1]
- 積水ハウス [1]

### VP
- ベネッセ「こどもちゃれんじ　ぷちシアター」[1]
- ベネッセ「こどもちゃれんじ　ほっぷ」[1]
- プラスワン三輪車[1]
- 中部電力 [1]